# آندره ابیگلن

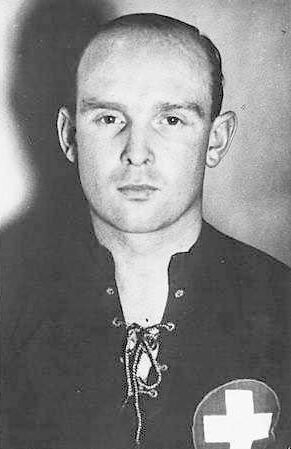
آندره ابیگلن

آندره ابیگلن (انگلیسی: André Abegglen؛ ۷ مارس ۱۹۰۹ – ۸ نوامبر ۱۹۴۴) بازیکن و مربی سابق فوتبال اهل سوئیس بود.
از باشگاه‌هایی که در آن بازی کرده‌است می‌توان به باشگاه فوتبال سروت ۱۸۹۰، باشگاه فوتبال گراس‌هاپر زوریخ، سوشو ، و باشگاه فوتبال گراس‌هاپر زوریخ اشاره کرد.
وی همچنین در تیم ملی فوتبال سوئیس بازی کرده‌است.